# Wladimir Oskarowitsch Munz
Wladimir Oskarowitsch Munz (russisch Владимир Оскарович Мунц; * 21. Februarjul. / 6. März 1903greg. in St. Petersburg; † 14. Januar 1974 in Moskau) war ein sowjetischer Architekt und Hochschullehrer.

## Leben
Munz' Eltern waren der Architekt Oskar Munz (1871–1942) und seine Frau Magdalina Lwowna geborene Schorstein (1876–1961), Tochter des Arztes Lew Moissejewitsch Schorstein (1837–1899) und Enkelin des Arztes Moissei Moissejewitsch Schorstein (1812–1873). Munz' jüngere Schwester war die Künstlerin Natalija Oskarowna Munz (1907–1980). Munz besuchte ab dem Herbst 1912 in Sankt Petersburg die Realschule von Karl Iwanowitsch May (1820–1895). Nach der Oktoberrevolution wurde die Schule die Schule Nr. 217. Neben dem Schulbesuch begann Munz als Zeichner im Diagramm-Büro der Petrograder Petrokommuna zu arbeiten. Den Schulabschluss erreichte er 1919.
Munz begann im Herbst 1920 das Studium an der Architektur-Fakultät des 2. Petrograder Polytechnischen Instituts, das nach der Oktoberrevolution aus den Höheren Polytechnischen Kursen für Frauen bzw. dann dem Polytechnischen Fraueninstitut hervorgegangen war und nun auch Männer aufnahm. Als das 2. Petrograder Polytechnische Institut 1924 aufgelöst wurde, wechselte er in das Höhere Künstlerisch-Technische Institut (vor der Oktoberrevolution Kaiserliche Akademie der Künste). Seine Lehrer waren Andrei Belogrud, Leonti Benois, Wladimir Helfreich, Lew Rudnew, Sergei Serafimow, Iwan Fomin und Wladimir Schtschuko. Als Praktikant arbeitete er bei dem von seinem Vater Oskar Munz projektierten und geleiteten Bau des Wolchow-Wasserkraftwerks mit. Zum Abschluss seines Studiums als Architekt verteidigte er mit Erfolg seine Diplomarbeit über ein Kongresshaus am 5. September 1926.
In den ersten Jahren nach dem Studium arbeitete Munz als Assistent in den Architektenbüros von Wladimir Schtschuko, Wladimir Helfreich und Iwan Fomin.  Dann wurde Munz Assistent und Stellvertreter Lew Rudnews. Munz nahm an vielen vielfältigen Bauwettbewerben teil.
Munz lehrte zunächst am Leningrader Institut für Zivilingenieure, dann an der Akademie der Künste (1931–1939) und nach dem Deutsch-Sowjetischen Krieg am Moskauer Architektur-Institut (1943–1955). 1944 war er zum Kandidaten der Architektur promoviert worden.
Munz starb in Moskau und wurde auf der Nekropole des Donskoi-Klosters begraben.

## Werke (Auswahl)

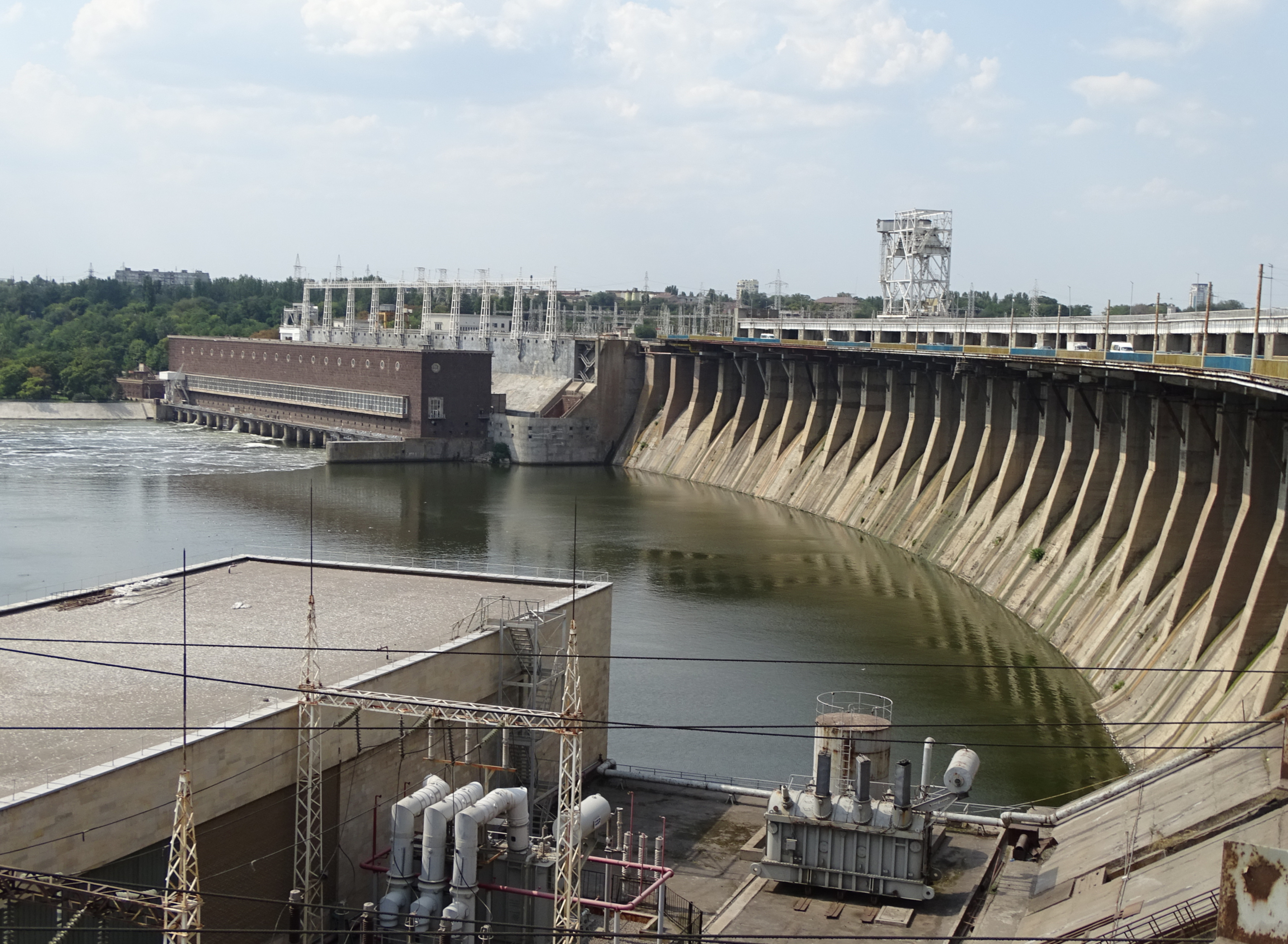
DniproHES-Wasserkraftwerk (1929 mit Wladimir Schtschuko und Wladimir Helfreich)
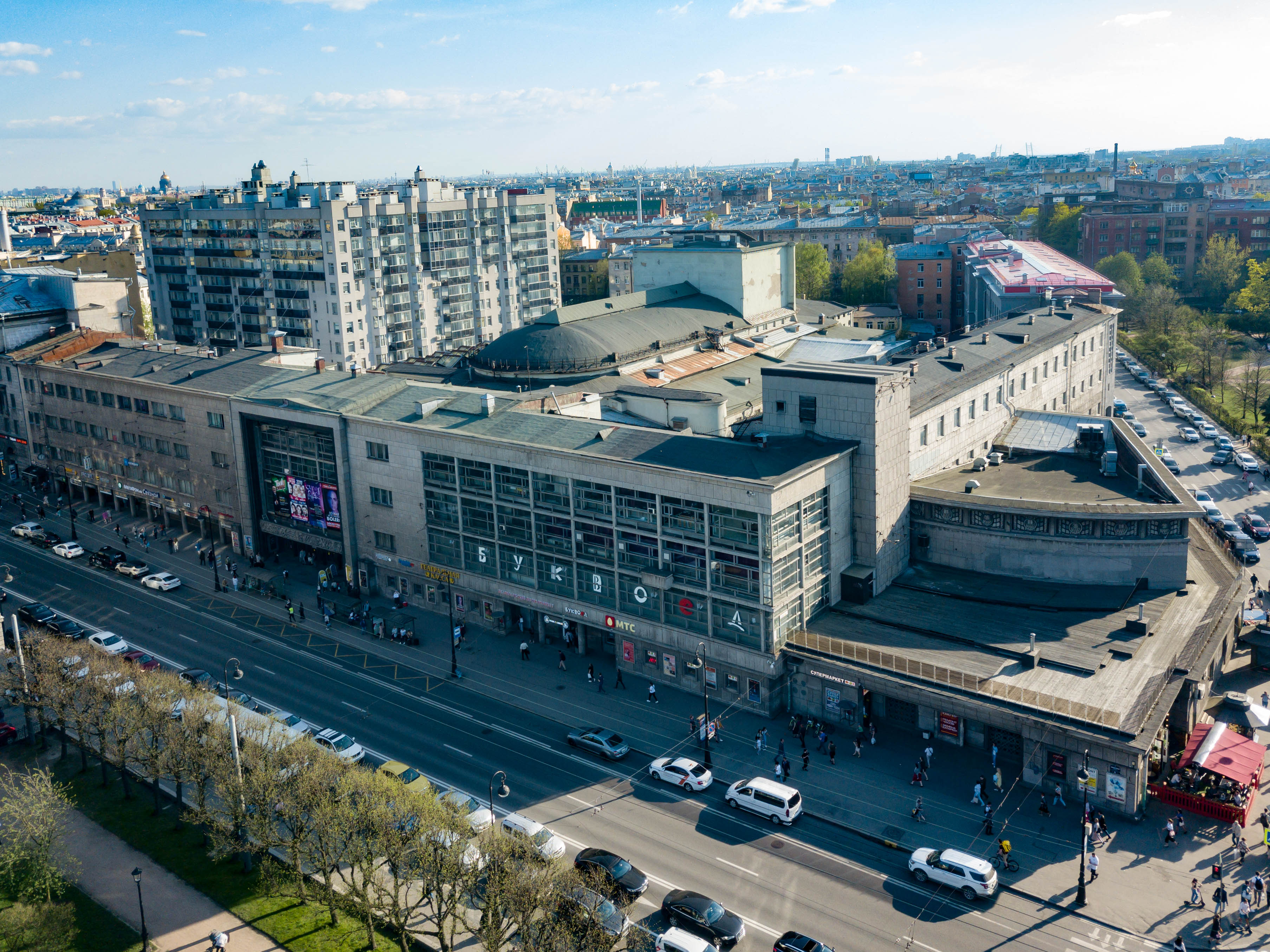
Lensowet-Kulturpalast (1931–1938 mit Jewgeni Lewinson), Kamennoostrowski Prospekt 42, St. Petersburg
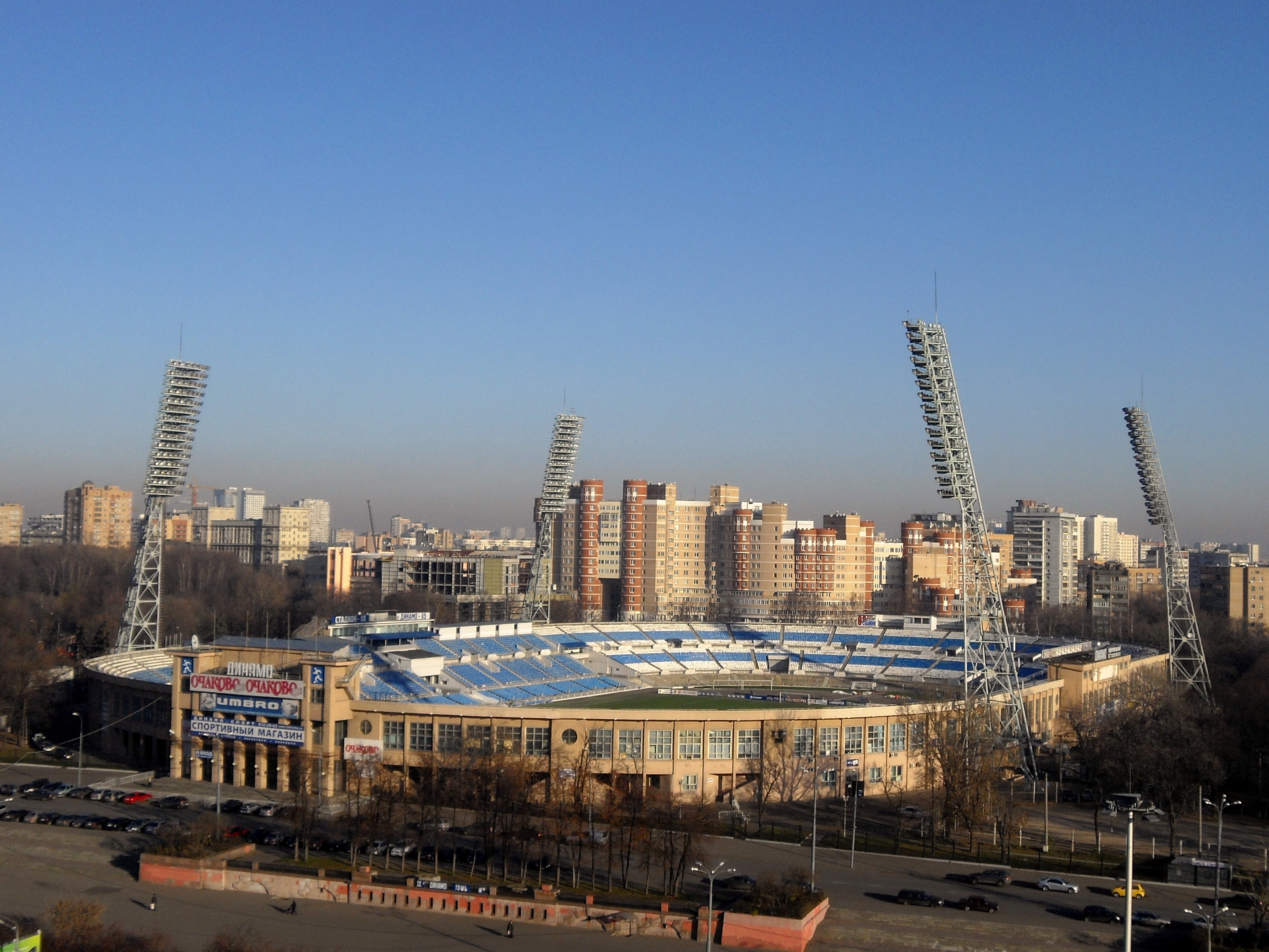
Dinamo-Stadion (1935 mit Oleg Jjalin), Moskau
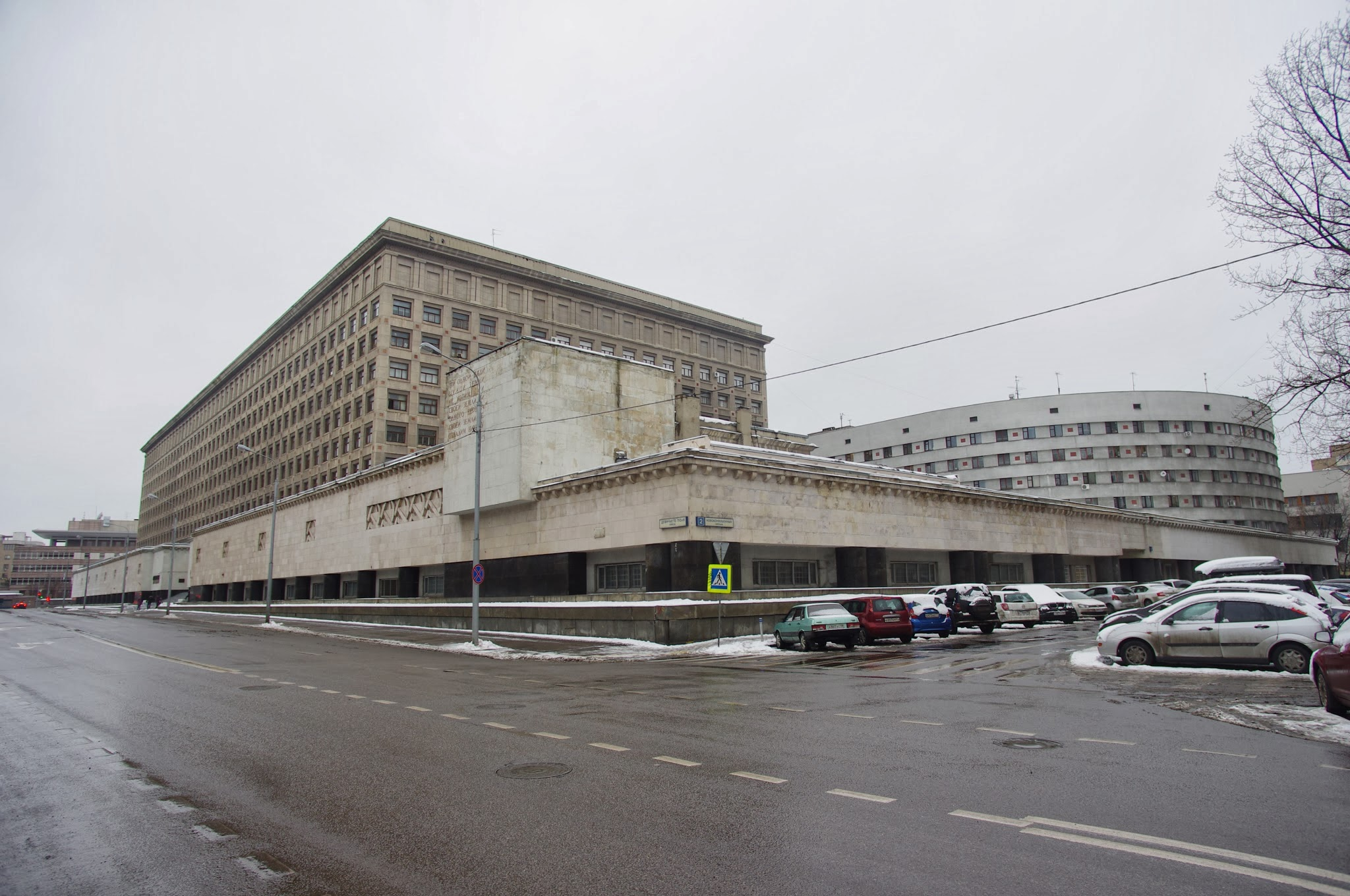
Allgemeine Militärakademie der Russischen Streitkräfte (1937 mit Lew Rudnew), Moskau
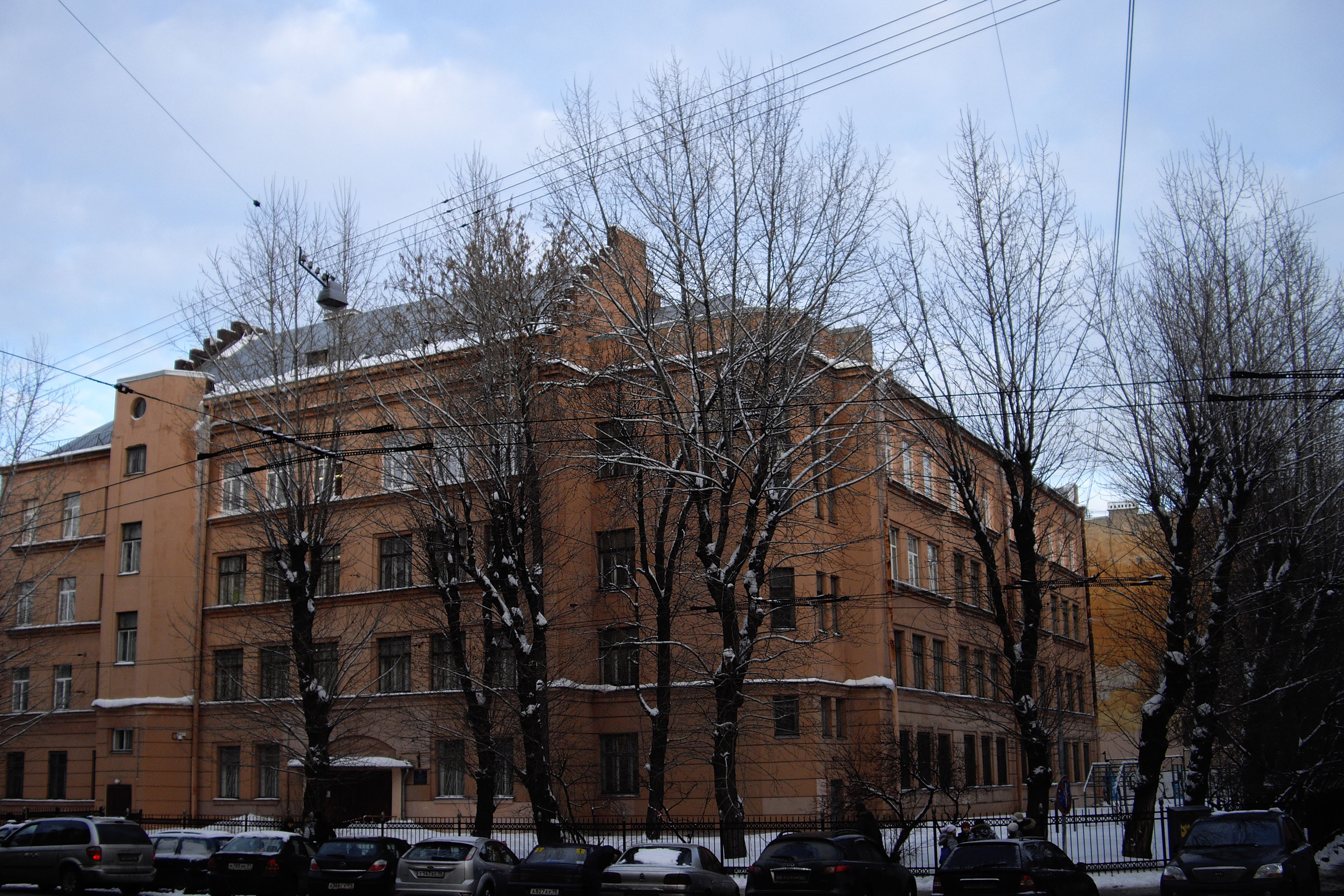
Schule Nr. 84, Kronwerkskaja Uliza 19, St. Petersburg
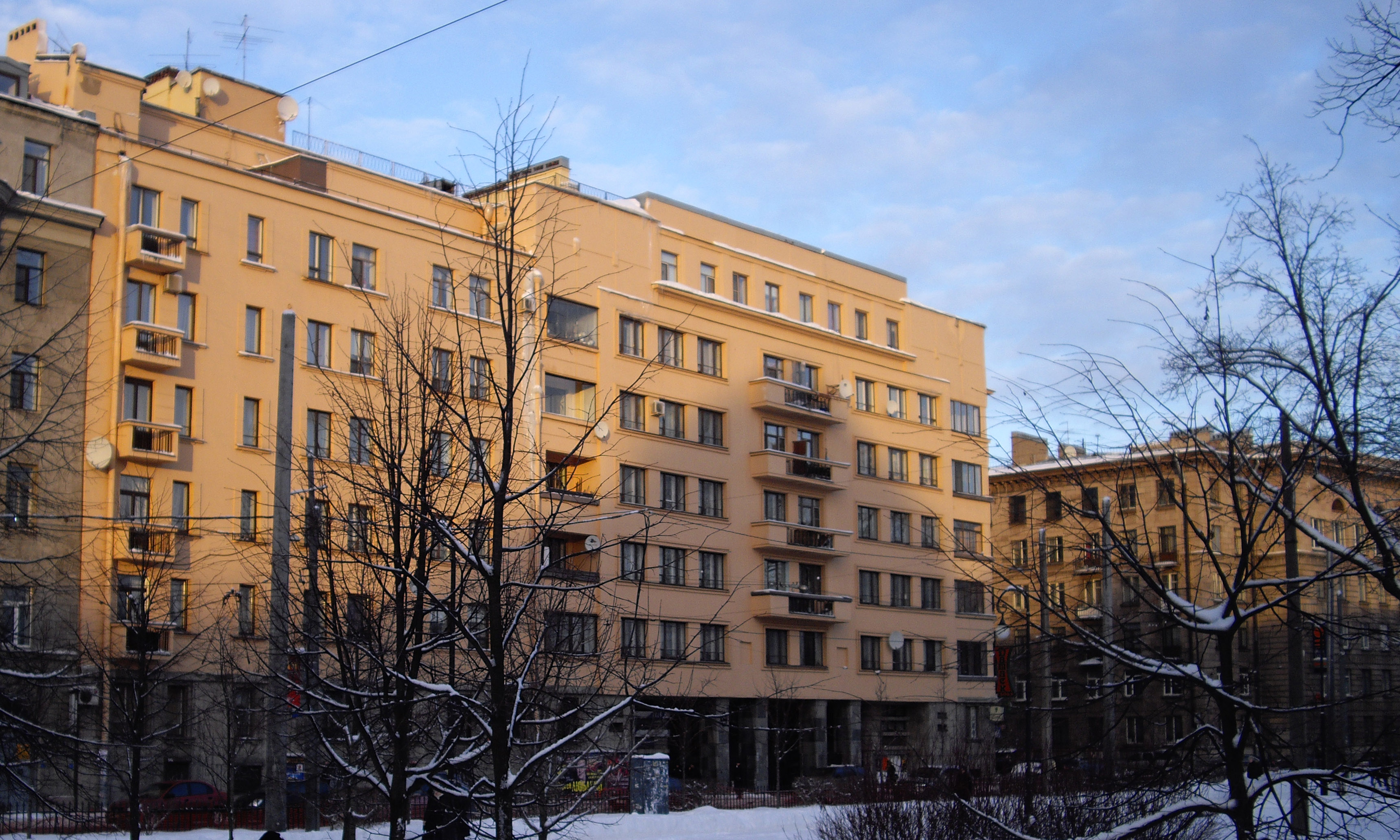
Haus der Spezialisten (mit L. J. Assa), Kronwerkski Prospekt 37, St. Petersburg
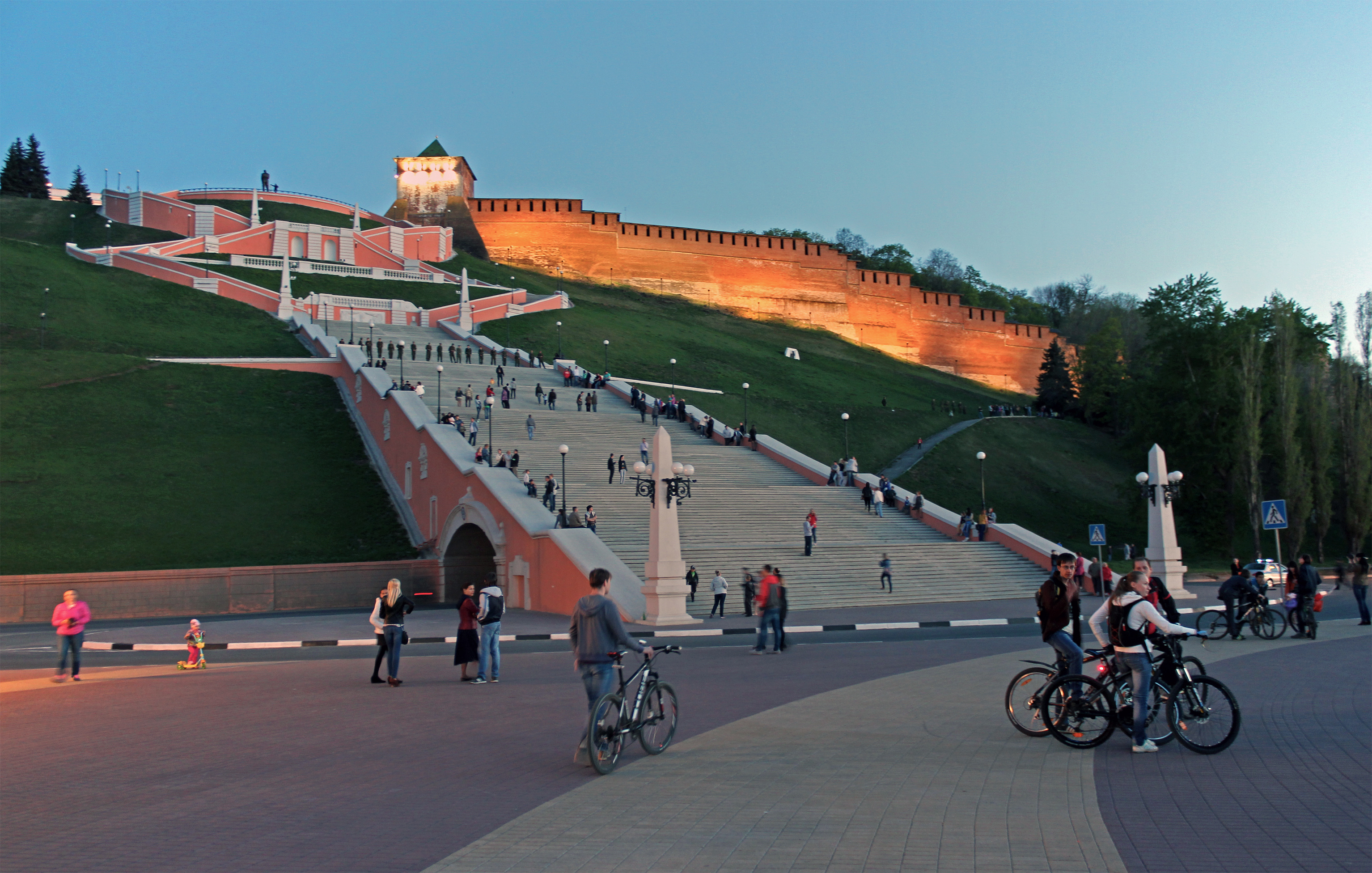
Tschkalow-Treppe (1949 mit Lew Rudnew, Alexander Jakowlew), Nischni Nowgorod